# Neuhausen/Spree
Neuhausen/Spree (dolnołuż. Kopańce/Sprjewja) – gmina we wschodnich Niemczech, w kraju związkowym Brandenburgia, w powiecie Spree-Neiße.